# Hanna Aroni

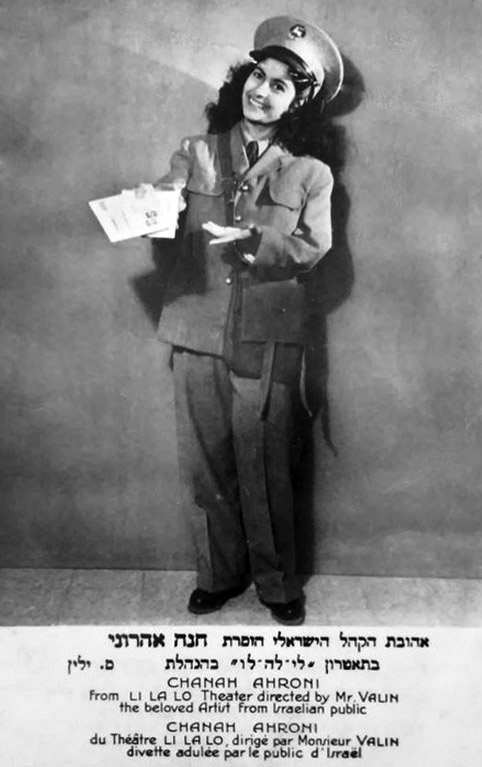
Chana Ahroni

Hanna Aroni (* 10. September 1933 in Asmara, Eritrea; auch: Hanna Ahroni, Chana Aharoni, hebräisch חנה אהרוני) ist eine israelische Sängerin.

## Leben
Ihre Eltern stammen aus dem Jemen und emigrierten zuerst in die damalige italienische Kolonie Eritrea, wo die Tochter geboren wurde. 1934 zog die Familie nach Tel Aviv um (Alija). Hanna Aroni wurde im Alter von 10 Jahren vom Komponisten Nahum Nardi entdeckt und machte eine Karriere als Kinderstar. Ihren Wehrdienst leistete sie mit einer Band im Animationsteam der Golani-Brigade ab; in dieser Zeit wurde ihre 4 Oktaven umfassende Stimme entdeckt. In den 1960er und 1970er Jahren machte sie eine internationale Karriere in Nord- und Südamerika sowie in Europa. Ihr in zehn Sprachen vorgetragenes Repertoire umfasst Folksongs, Balladen, Schlager und Popsongs.
Im deutschsprachigen Raum bekannt wurde sie Anfang 1972 durch die eine Woche nach Imca Marina bei Polydor veröffentlichte deutsche Fassung (Text Hans Bradtke) des Liedes Eviva España der belgischen Autoren Leo Caerts (Musik) und Leo Rozenstraten (niederländischer Text). Mit dieser Single blieb sie elf Wochen in den Hitparaden.
Hanna Aroni lebt heute mit ihrer Familie in New York City.